# 아치볼드 빈센트 아널드
아치볼드 빈센트 아널드(Archibald Vincent Arnold, 1889년 2월 24일 - 1973년 1월 4일)는 2차 세계 대전 당시의 미군 소장이었다.
태평양 전쟁 중기까진 제 7 보병사단의 부사령관이었고, 콰잘린 환초 상륙전 이후 콜레트 장군의 뒤를 이어 사단장이 되었으며 레이테섬 지상전과 오키나와 전투에서 7사단을 이끌었다. 전쟁이 완전히 끝나고 난 뒤에는 한국에서 미군정청의 초대 군정장관이 되기도 한다.